# Церковь Святого Михаила (Вена)
Церковь Святого Михаила (Михаэ́леркирхе, нем. Michaelerkirche) — приходская церковь Римско-католической церкви в Вене. Расположена во Внутреннем Городе, в восточной части площади Михаэлерплац. Трёхнефная базилика была заложена в 1221 году монахами ордена Святого Михаила. В XIV веке церковь была расширена, а в XVI веке перестроена в готическом стиле. В XIII—XVIII веках Михаэлеркирхе была одной из трёх приходских церквей Вены наряду с собором Святого Стефана и Шотландским монастырём. К приходу Михаэлеркирхе относилась императорская резиденция. 
В приделе церкви Мариагильф похоронены имперские дипломаты, выполнявшие миссии в России и оставившие о ней интересные записки: Сигизмунд Герберштейн (ум. 1566) и Августин Мейерберг (ум. 1688).
В 1724—1725 годах церковь обрела барочный вид. 10 декабря 1792 года на отпевании Вольфганга Амадея Моцарта в церкви впервые был исполнен его «Реквием». В 1792 году западный фасад был оформлен в классицистском стиле. В обширной крипте церкви Святого Михаила тела усопших естественным образом мумифицировались благодаря особым климатическим условиям и доступны для осмотра.